# Chinese renminbi
De Chinese renminbi is de officiële valuta van de Volksrepubliek China. Rénmínbì betekent 'geld van het volk' en de naam kwam in 1949 voor het eerst voor. De afkorting RMB en ook de ISO 4217-standaard CNY worden als eenheid gebruikt. De bij de valuta renminbi behorende munteenheid heeft een aparte naam, de yuan.
De eenheid wordt in intern Chinees handelsverkeer ook wel met het teken voor de yen aangeduid. Het is een geldig betaalmiddel op het vasteland van China, behalve Hongkong en Macau. In Hongkong en Macau worden de Hongkongse dollar en de pataca gebruikt.
De yuan is wellicht de oudste munteenheid met een decimale onderverdeling. China was in 3e eeuw v.Chr. de eerste cultuur die metalen, koperen munten in gebruik nam en ook in 9e eeuw n.Chr. de eerste die papiergeld gebruikte.

## Betaalmiddel
De munteenheid van renminbi is yuan 元, in spreektaal meestal kuai 塊 / 块 genoemd. Een yuan is verdeeld in tien jiao 角, of mao 毛 veer in de spreektaal, en een jiao bestaat uit tien fen 分. Fen zijn zo weinig waard dat ze bijna niet in de steden worden gebruikt, behalve in de grote supermarkten.
Renminbi bestaat in munten en papiergeld. Er zijn munten van 1, 2 en 5 fen, van 1, 2, en 5 jiao, en van 1 yuan. De munten van 2 jiao worden bijna niet meer gebruikt. Op alle recente munten staat vereenvoudigd Chinees en hanyu pinyin. 
Briefjes zijn er van 1, 2 en 5 jiao, en van 1, 2, 5, 10, 20, 50 en 100 yuan. Op de voorkant van alle yuanbiljetten van de recentste serie staat het portret van Mao Zedong, terwijl op de achterkant telkens een bekend Chinees gebouw of landschap staat. Op alle recente bankbiljetten staat vereenvoudigd Chinees, hanyu pinyin, Mongools, Tibetaans, Oeigoers en Zhuangyu. Er bestaan ook briefjes van fen, maar die zijn klein en worden weinig meer gebruikt.
De China Banknote Printing and Minting Corporation slaat de munten en drukt de bankbiljetten.
Er waren anno 2008 gouden munten van 5, 10, 20, 25, 50, 100, 150, 200, 250, 300, 400, 450, 500, en 1 000 yuan in omloop.

## Wisselkoers

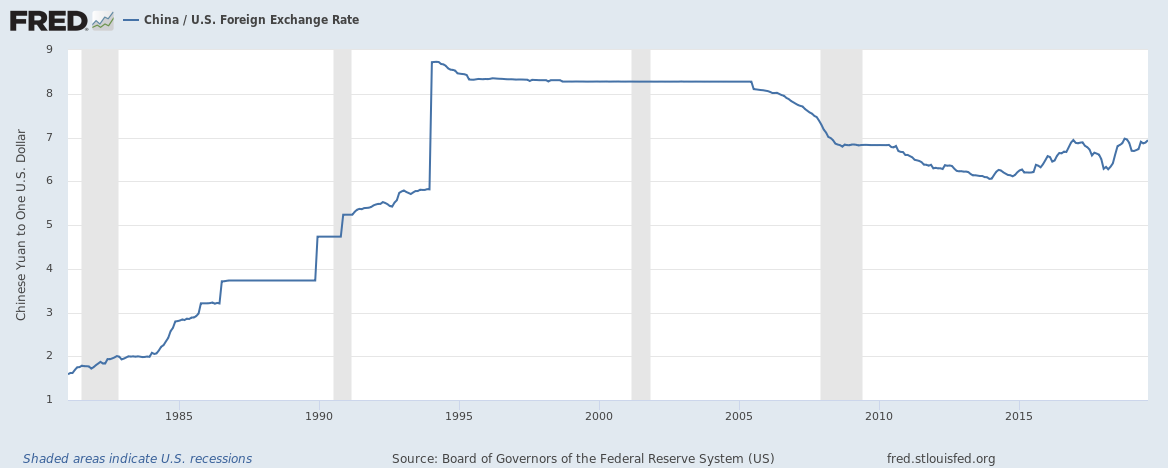
Koers CNY - US$ (1981-2019)

Koers CNY - EUR (1999-2018)

### Koppeling met dollar
De renminbi is lange tijd gekoppeld aan de Amerikaanse dollar. Zo was van 1951 tot 1971 de vastgestelde koers 2,46 renminbi per Amerikaanse dollar. In twee stappen werd de koers bijgesteld naar 1,50 renminbi in 1981. De Chinese economie was gericht op importsubstitutie en de overgewaardeerde renminbi maakte de import van buitenlandse productiemiddelen aantrekkelijk.
Vanaf eind jaren 80 is de export een grotere rol gaan spelen. Om de export te stimuleren had het land een zwakke munt nodig en de waarde devalueerde fors ten opzichte van de dollar. In 1994 kwam hieraan een einde en de wisselkoers bleef gedurende 10 jaar stabiel op 8,3 renminbi per dollar. De export groeide en het land kreeg een fors overschot op de handelsbalans. Amerikaanse en Europese economen en politici klaagden over de kunstmatige lage koers en wilden een duurdere renminbi. In juli 2005 kwam er een voorstel in de Amerikaanse Senaat om alle Chinese exportproducten te belasten met een invoerrecht van 27,5% als het land de koers van de renminbi in de komende zes maanden niet laat stijgen. Andere economen geven echter aan dat bijstellen van de koers weinig tot geen effect zal hebben op de Amerikaanse en Europese economieën, omdat bedrijven in dat geval hun toevlucht zouden zoeken naar andere Aziatische landen zoals Thailand en Vietnam.
Onder buitenlandse druk kwam er medio 2005 een wijziging in het wisselkoersbeleid. De vaste koers versus de dollar werd losgelaten en de renminbi ging zweven, maar binnen nauwe marges. Op 21 juli 2005 heeft de regering de waarde van de munt verhoogd met 2,1% ten opzichte van de Amerikaanse dollar. Hierdoor is de koers veranderd van 8,2765 naar 8,1111 en de koers mag schommelen binnen een nauwe marge van 0,3%. Er kwam in juli 2008 vanwege de kredietcrisis en het negatieve effect op de Chinese export even een einde aan de geleidelijke koersstijging. Vanaf medio 2010 werd het oude beleid weer hersteld. Van juli 2005 tot juni 2013 is de renminbi met 34% duurder geworden versus de dollar en zelfs met 42% als rekening wordt gehouden met de inflatie. Het overschot op de buitenlandse handel is verminderd en ook de toestroom aan de internationale reserves van China is afgenomen. De onderwaardering van de renminbi is hiermee grotendeels verdwenen.
Op 11 augustus 2015 verlaagden de Chinese financiële autoriteiten de spilkoers van de renminbi van 6,11 naar 6,22 voor 1 dollar, een devaluatie van 1,9%. Rond die spilkoers mag de munt nog 2% bewegen. De centrale bank stelde de dagkoers vast, maar dat zal vanaf deze dag ook door de markt gebeuren, door te kijken naar de waarde ontwikkeling op de "offshore" markt. Het Internationaal Monetair Fonds (IMF) heeft positief gereageerd op het laatste besluit. De devaluatie stimuleert de export van Chinese producten.

### Koppeling aan mandje
Op 11 december 2015 besloten de Chinese beleidsmakers de waardeontwikkeling van de renminbi niet langer uitsluitend te koppelen aan de Amerikaanse dollar. In het vervolg wordt de waarde bepaald aan de hand van een valutamandje, waaronder naast de dollar ook de euro en de yen, waardoor de renminbi een handelsgewogen valuta wordt. In de laatste jaren is de dollar sterker geworden en daardoor ook indirect de renminbi waardoor de concurrentiepositie van China op de wereldmarkt is verslechterd. Met deze beleidsaanpassing zal de wisselkoers van de renminbi dalen ten opzichte van de dollar, zeker als de koersstijging van de dollar doorzet.
Begin augustus 2019 zakte de waarde voor het eerst in 11 jaar onder de psychologische grens van 7 renminbi per dollar. Een zwakkere munt maakt Chinese producten aantrekkelijker voor buitenlandse afnemers. In een verklaring zei de Chinese Centrale Bank dat dit een reactie was op het handelsprotectionisme van de Verenigde Staten. Donald Trump heeft eerder gezegd vanaf 1 september 10% belasting te heffen op Chinese importgoederen ter waarde van US$ 300 miljard waar nog geen invoerheffingen voor gelden. Op 6 augustus bestempelde het Amerikaanse ministerie van Financiën China als valutamanipulator. China voldoet aan de Amerikaanse definitie omdat het moedwillig de waarde van de valuta ten opzichte van de dollar heeft beïnvloed om daarmee een oneerlijk concurrentievoordeel te behalen bij de internationale handel. Praktisch heeft dit weinig effect, maar het is een volgende stap in de escalerende moeizame handelsrelatie tussen beide landen.
| Jaar | dollar | euro    |
| ---- | ------ | ------- |
| 1985 | 2,9367 |         |
| 1990 | 4,7832 |         |
| 1995 | 8,3510 |         |
| 2000 | 8,2784 |         |
| 2005 | 8,1917 | 10,1953 |
| 2010 | 6,7695 | 8,9725  |
| 2011 | 6,4588 | 9,0011  |
| 2012 | 6,3125 | 8,1067  |
| 2013 | 6,1932 | 8,2219  |
| 2014 | 6,1428 | 8,1651  |
| 2015 | 6,2284 | 6,9141  |
| 2016 | 6,6423 | 7,3426  |
| 2017 | 6,7518 | 7,6303  |
| 2018 | 6,6674 | 7,8016  |
| 2019 | 6,8985 | 7,7255  |
| 2020 | 6,8976 | 7,8755  |
| 2021 | 6,4515 | 7,6293  |
| 2022 | 6,7261 | 7,0721  |

## Offshore renminbi
De Volksbank van China introduceerde in 2010 een "offshore" markt voor de yuan. De handel in de offshore yuan vindt voornamelijk in Hongkong plaats en deze yuan is vrij verhandelbaar. Deze koers, met de afkorting CNH, mag in principe vrij bewegen ten opzichte van andere valuta zoals de Amerikaanse dollar. De officiële wisselkoers van de yuan, de "onshore" met de afkorting CNY, wordt dagelijks door de Chinese Centrale Bank vastgesteld.

## Opname in SDR
Vanwege het grote aandeel van China in de internationale handel heeft het IMF onderzoek gedaan naar de mogelijkheid de renminbi op te nemen in het mandje van de Speciale trekkingsrechten (SDR). China had in de periode 2010-2014 een aandeel van 11% in de wereldhandel, maar in het financiële verkeer werd de renminbi veel minder gebruikt. De renminbi werd nog nauwelijks aangehouden in de officiële reserves, werd in de internationale handel weinig gebruikt. en er stonden weinig internationale obligaties in uit.
In december 2015 viel het besluit dat de renminbi tot het mandje van belangrijkste wereldvaluta gaat behoren. Op 1 oktober 2016 werd dit besluit effectief en toen kreeg de renminbi in de SDR een gewicht van 10,9%. De belangrijkste munt in de SDR blijft de dollar met 41,7% en de euro met bijna 31%. De yen en het Britse pond volgen met elk ruim 8%. Strikt genomen voldoet de renminbi nog niet aan alle officiële criteria: de munt is nog niet volledig vrij verhandelbaar en de Chinese Centrale Bank verstoort de vrije koersvorming van de munt. Verder is ook de vrije in- en uitstroom van de munt uit China nog beperkt. De opname in de SDR zal de internationale status van renminbi, ook als reservemunt, sterk verhogen.